# Artur Auladell i Alfaro
Artur Auladell i Alfaro (el Masnou, 2 de desembre de 1938) és un exjugador de basquetbol català format al Joventut de Badalona, equip on jugà durant set temporades (1957-64) i en què aconseguí tres subcampionats de Lliga i una Copa d'Espanya (1958).
Es va iniciar en el món del bàsquet als 15 anys a el Masnou. Amb 17 anys, com a juvenil fou fitxat pel planter del Joventut de Badalona, equip on arribaria al primer equip, i on jugaria fins als 24 anys. Després va jugar al Mataró CE (1965-68), sent entrenat per Antoni Serra, després es va retirar durant dos anys tornant a la pràctica activa del bàsquet amb el Pineda UDR (1969-75). Es va retirar amb 34 anys. Fou internacional amb la selecció espanyola en 28 ocasions: jugà l'Eurobàsquet (1959, 1963) i els Jocs del Mediterrani de Beirut (1959), on guanyà la medalla d'argent.